# Łapszowo
Łapszowo (ros. Лапшово) – wieś (sieło) w Rosji, w obwodzie penzeńskim, w rejonie kamieszkirskim. W 2010 liczyła 745 mieszkańców.